# Пирамидная система
Пирамидная система, пирамидный путь (лат. tractus pyramidalis, PNA) — система нервных структур. Поддерживает сложную и тонкую координацию движений.
Пирамидная система — одно из поздних приобретений эволюции. Низшие позвоночные пирамидной системы не имеют, она появляется только у млекопитающих и достигает наибольшего развития у обезьян, особенно у человека. Пирамидная система играет особую роль в прямохождении.

## Пирамидный путь
Кора полушарий головного мозга в V слое содержит клетки Беца (или гигантские пирамидные клетки).
В 1874 году учёный Владимир Алексеевич Бец обнаружил и описал гигантские пирамидные клетки коры головного мозга (клетки Беца).
Пирамидный путь осуществляется нервными волокнами, которые исходят от клеток Беца и спускаются в спинной мозг, не прерываясь. Пирамидный путь проходит через внутреннюю капсулу, ствол мозга, отдавая на своем пути ответвления (коллатерали) с экстрапирамидной системой, а также с подкорковыми ядрами (двигательными ядрами черепно-мозговых нервов).
Волокна перекрещиваются на границе головного и спинного мозга (большая часть — в продолговатом мозге, меньшая — в спинном). Далее они проходят через спинной мозг (передние и боковые столбы спинного мозга). В каждом сегменте спинного мозга эти волокна образуют синаптические окончания, которые отвечают за определенный участок тела (шейный отдел спинного мозга — за иннервацию рук, грудной — за туловище, а поясничный отдел — за ноги). Импульсы от коры головного мозга эти волокна передают либо непосредственно, либо через вставочные нейроны.

## Моторная кора
Непосредственное раздражение определённых участков коры головного мозга приводит к судорогам мышц, соответствующих участку коры — проекционной двигательной зоне. При раздражении верхней трети передней центральной извилины возникает судорога мышц ноги, средней — руки, нижней — лица, причём на стороне, противоположной очагу раздражения в полушарии. Эти судороги носят название парциальных (джексоновских). Их открыл английский невролог Д. Х. Джексон (1835—1911). В моторных участках коры каждого полушария головного мозга представлены все мышцы противоположной половины тела.

## Типы нервных волокон
Пирамидная система человека содержит около 1 млн нервных волокон. Различают следующие типы волокон:
| Тип нервных волокон        | Диаметр | Скорость проведения | Функция                               |
| -------------------------- | ------- | ------------------- | ------------------------------------- |
| Толстые, быстропроводящие  | 16 мкм  | до 80 м/с           | обеспечивают быстрые фазные движения  |
| Тонкие, медленнопроводящие | 4 мкм   | от 25 до 7 м/с      | отвечают за тоническое состояние мышц |

Наибольшее количество пирамидных клеток (клеток Беца) иннервирует мелкие мышцы, отвечающие за тонкие дифференцированные движения кисти, мимику и речевой акт. Значительно меньшее их количество иннервирует мышцы туловища и нижних конечностей.

## Патология
Повреждения пирамидной системы проявляются параличами, парезами, патологическими рефлексами.
Поражение пирамидной системы может быть вызвано воспалением (см. Энцефалит), нарушением мозгового кровообращения (см. Инсульт), опухолью, черепно-мозговой травмой и другими причинами.
В зависимости от локализации патологического процесса различают следующие проявления.
| Локализация патологического процесса пирамидного пути | Симптомы |
| ----------------------------------------------------- | --- |
| проекционные зоны коры головного мозга                | центральный паралич (или парез), см. ниже. |
| в области внутренней капсулы                          | гемиплегия — паралич руки и ноги на стороне, противоположной локализации очага.                                                                                |
| в области ствола мозга                                | Альтернирующие синдромы — сочетание гемиплегии на стороне, противоположной очагу, с признаками нарушения функций черепно-мозгового нерва на стороне поражения. |
| в спинном мозге                                       | Гемиплегия, или паралич ноги, на стороне повреждения — перекрест волокон остался выше.                                                                         |

### Центральный (спастический)паралич,парез
Также называется — пирамидная недостаточность, спастическая атаксия, болезнь Пьера Мари. Возникает при поражении проекционной зоны коры головного мозга. Если поражены клетки Беца в коре головного мозга (или их аксоны), то возникает спастический (от слова спазм, то есть когда тонус мышц повышен) паралич. При этом клетка Беца начинает посылать избыточное количество нервных импульсов к мышцам. Это приводит к повышению мышечного тонуса и рефлексов, и возникает дрожание. Это состояние называют центральным параличом (при неполной утрате произвольных движений — центральным парезом). При центральном параличе (парезе) нарушения питания конечности (гипотрофии, атрофии) не происходит.

### Периферический (вялый) паралич,парез
Если поражены периферические нервы или сплетения, то возникает вялый, или периферический, паралич (а при неполной утрате функции — парез). При нём мышечный тонус снижен.

## Методы диагностики пирамидной недостаточности
- Магнитно-резонансная томография (МРТ) — обязательный метод обследования при эпилепсии и судорогах.
- Компьютерная томография головного мозга (по рекомендации Международной лиги борьбы против эпилепсии, КТ производится в качестве дополнительного метода обследования, или когда невозможно сделать МРТ).
- Электромиография — это метод исследования нервно-мышечной системы посредством регистрации электрических потенциалов мышц.
- Электроэнцефалография (ЭЭГ исследование) — позволяет выявить судороги. Более 65 % судорог происходит во сне, поэтому необходима запись ээг во время физиологического, естественного сна. Из-за непостоянного характера судорог проводят длительный мониторинг (видео или холтеровский). Исследование выявляет диффузные дельта волны, а также синхронизацию волн тета-диапазона. Возможно появление эпилептиформной активности.
- Ультразвуковое исследование (УЗИ) головного мозга у младенцев — выявляет признаки повышенного давления в головном мозге, которое создает раздражающий эффект и может вызвать центральный паралич. Снижаются или полностью исчезают рефлексы, и возникает гипотрофия иннервируемого участка[3].
- Клинико-неврологические пробы на выявление пирамидной недостаточности.

## Лечение пирамидной недостаточности
Лечение направлено на основное заболевание, а также на восстановление двигательных функций при параличах.
В лечении придерживаются принципа увеличения физической нагрузки.